# 華無孔網蝽
華無孔網蝽（学名：Dictyla rasilis）为網蝽科無孔網蝽屬下的一个种。